# Bobsleigh nos Jogos Olímpicos de Inverno de 1952
A disputa de bobsleigh nos Jogos Olímpicos de Inverno de 1952 consistiu de dois eventos, de duplas e equipes. A competição realizou-se entre 14 e 22 de fevereiro de 1952 em Oslo.

## Medalhistas
Masculino
| Evento           | Ouro                                                                              | Prata                                                                                 | Bronze                                                                          |
| ---------------- | --------------------------------------------------------------------------------- | ------------------------------------------------------------------------------------- | ------------------------------------------------------------------------------- |
| Duplas detalhes  | Alemanha I Andreas Ostler Lorenz Nieberl GER Alemanha                             | EUA I Stanley Benham Patrick Martin USA Estados Unidos                                | Suíça I Fritz Feierabend Stephan Waser SUI Suíça                                |
| Equipes detalhes | Alemanha I Andreas Ostler Friedrich Kuhn Lorenz Nieberl Franz Kemser GER Alemanha | EUA I Stanley Benham Patrick Martin Howard Crossett James Atkinson USA Estados Unidos | Suíça I Fritz Feierabend Albert Madörin André Filippini Stephan Waser SUI Suíça |

## Quadro de medalhas
| Ordem | País               | Medalha de ouro | Medalha de prata | Medalha de bronze |   |
| ----- | ------------------ | --------------- | ---------------- | ----------------- | - |
| 1     | GER Alemanha       | 2               |                  |                   | 2 |
| 2     | USA Estados Unidos |                 | 2                |                   | 2 |
| 3     | SUI Suíça          |                 |                  | 2                 | 2 |
| TOTAL | TOTAL              | 2               | 2                | 2                 | 6 |

## Países participantes
Vinte e cinco atletas competiram em ambas as provas. A Bélgica esteve representada apenas no trenó de 2 e a Argentina apenas no trenó de 4.
Um total de 71 competidores de 10 países participaram da modalidade:
| - GER Alemanha (6) - ARG Argentina (4) - AUT Áustria (8) - BEL Bélgica (4) - USA Estados Unidos (10) | - FRA França (5) - ITA Itália (8) - NOR Noruega (9) - SWE Suécia (9) - SUI Suíça (8) |